# هانا كاولي
هانا كاولي (بالإنجليزية: Hannah Cowley)‏ (14 مارس 1743 في المملكة المتحدة - 11 مارس 1809 في المملكة المتحدة)؛ مؤلِّفة، كاتِبة مسرحية وشاعرة بريطانية.